# 12,8 cm PaK 44
Il 12,8 cm Panzerabwehrkanone 44, abbreviato in 12,8 PaK 44, era un cannone controcarri pesante tedesco della seconda guerra mondiale.

## Storia

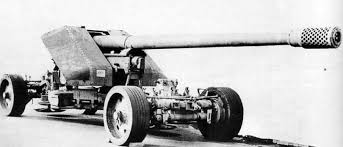
Il cannone

Il calibro da 128 millimetri fu scelto grazie alla disponibilità delle attrezzature impiegate per la produzione di cannoni navali in tale calibro. La progettazione fu assegnata alla Rheinmetall-Borsig e dalla Krupp. I primi prototipi furono consegnati per le prove alla fine del 1944. Il progetto della Rheinmetall era un derivato del cannone contraereo 12,8 cm FlaK 40, mentre la Krupp decise di progettare un'arma completamente nuova. Dopo i test iniziali il progetto Rheinmetall venne abbandonato e  continuò lo sviluppo del solo modello Krupp, che entrò in produzione nel 1944. Tuttavia la Wehrmacht si rese presto conto che un cannone anticarro trainato del peso di 10 tonnellate era ingestibile e la produzione venne quindi interrotta.
Circa 50 bocche da fuoco furono utilizzate su affusti esistenti. Le armi che utilizzavano l'affusto GPF-T di preda bellica francese furono designati K 81/1, mentre quelle su affusto ex-russo erano i K 81/2. Entrambi i modelli erano trainati e troppo pesanti ed ingombranti per essere rapidamente schierati.
Nel 1943 si rese necessario un cannone pesante per armare il cacciacarri pesante Jagdtiger. Il PaK 44 finì per diventare l'armamento principale standard del cacciacarri pesante, oltre ad essere la prevista arma principale per la maggior parte dei futuri modelli di carro pesante in fase di sviluppo durante i mesi finali della seconda guerra mondiale, come il Panzer VIII Maus e il Panzer E-100.
L'arma anticarro trainata e quelle installate sui carri subirono numerosi cambi di denominazione. Erano conosciute indifferentemente come "K 44", "PaK 44", "K 81", "PaK 80" e "PjK 80".
I tedeschi indicavano i prototipi provvisoriamente con il numero 8 seguito da una seconda cifra. Quindi K 81, PaK 80 e PjK 80 sono da considerarsi nomi provvisori. Quando il pezzo fu accettato in servizio, furono adottate le denominazioni definitive K 44 e PaK 44: i due pezzi erano identici e differivano soltanto per l'impiego operativo.

## Tecnica
Il cannone, lungo 55 calibri, era alimentato con munizioni separate. Le cariche di lancio in bossolo erano disponibili in tre dimensioni diverse: leggera, media e pesante. Le cariche leggera e media erano normalmente impiegate con la granata HE Sprgr. L/5,0 da 28 kg rispettivamente alla velocità alla volata di 845 e 880 m/s. La carica pesante era utilizzata in funzione controcarro,  con una munizione APCBC-HE Pzgr. 43 da 28,3 kg ad una velocità iniziale di 935 m/s. Con la carica pesante e il proiettile Pzgr. 43, il Pak 44 era in grado di penetrare poco più di 200 mm di corazza inclinata di 30° a 1 000 m e 148 mm a 2 000 m.

## Varianti
- 12,8 cm Kanone 44;
- 12,8 cm Panzerabwehrkanone 44;
- 12,8 cm Kanone 81/1: K 44 su affusto ex-francese GPF-T;
- 12,8 cm Kanone 81/2 : K 44 su affusto ex-sovietico ML-20;
- 12,8 cm Kanone 81/3 : K 44 su affusto medio Gerät 579;
- 12,8 cm Pak 80: Pak 44 su cacciacarri Jagdtiger.